# 内田庶
内田 庶（うちだ ちかし、1928年11月6日 - 2019年3月14日）は、日本の児童文学作家、翻訳家、編集者、著作権コンサルタント、実業家。東京都出身。日本ユニ著作権センター代表理事理事兼顧問著作権相談員。本名は宮田 昇（みやた のぼる）。1953年、明治大学文学部文学科中退。

## 経歴
戦後、近代文学社、南雲堂などに勤務ののち、1952年から早川書房の編集者となり、ハヤカワ・ポケット・ミステリの創刊を企画する。のち1955年に退社し、チャールズ・イー・タトル商会で勤務するかたわら、ペンネーム内田庶（うちだ ちかし）名で数多くの児童書の執筆・翻訳を手がける。1967年、独立して矢野浩三郎と矢野著作権事務所を興す。1970年、「日本ユニ・エージェンシー」と改称して社長に。1991年、「日本ユニ著作権センター」を設立して代表。1992年、日本ユニ・エージェンシー会長。
ペンネームの内田名義で児童向け作品の執筆、翻訳を多数行った他、本名の宮田名義で翻訳出版史の著作がある。また、みすず書房のPR誌「みすず」に22年にわたり「朱筆」という出版コラムを「出版太郎」名義で連載した。
1999年、『翻訳権の戦後史』（みすず書房）で第21回出版学会賞、2002年には、第23回著作権功労賞を受賞。
妻は「S-Fマガジン」初代編集長の福島正実の妹。
福島が創設した「少年文芸作家クラブ」にも参加した。福島の没後に内田の提案により、「少年文芸作家クラブ」と岩崎書店の共催で福島正実記念SF童話賞が創設された。
2019年3月14日午後6時31分、病気のため神奈川県内の病院で死去。90歳没。

## 受賞歴
- 1979年 『朱筆』（出版太郎名義）で第1回日本出版学会賞佳作
- 1999年 『翻訳権の戦後史』（宮田昇名義）で第21回日本出版学会賞[2]
- 2002年 第23回著作権功労賞（日本著作権協議会）
- 2018年 『昭和の翻訳出版事件簿』（宮田昇名義）で第71回日本推理作家協会賞（評論・研究部門）[3]

## 著作

### 宮田昇名義
- 『東は東、西は西 戦後翻訳出版の変遷』（早川書房 1968年）
- 『翻訳出版の実務 海外著作物の利用のしかた』（出版同人 1976年）
- 『東アジアの版権市場の実情 版権売買の将来性と問題点』（出版科学研究所 1993年）
- 『新・翻訳出版事情 著作権の周辺』（日本エディタースクール出版部 1995年）
- 『翻訳権の戦後史』（みすず書房 1999年）
- 『戦後「翻訳」風雲録－翻訳者が神々だった時代』（本の雑誌社 2000年）
  - 『新編 戦後翻訳風雲録』（みすず書房〈大人の本棚〉 2007年）
- 『学術論文のための著作権Q&A 著作権法に則った「論文作法」』（東海大学出版会 2003年）
- 『敗戦三十三回忌　予科練の過去を歩く』（みすず書房 2011年）
- 『図書館に通う　当世「公立無料貸本屋」事情』（みすず書房 2013年）
- 『小尾俊人の戦後　みすず書房出発の頃』（みすず書房 2016年）
- 『出版の境界に生きる　私の歩んだ戦後と出版の七〇年史』（太田出版〈出版人・知的所有権叢書〉 2017年）
- 『昭和の翻訳出版事件簿』（創元社 2017年）

### 出版太郎名義
- 『朱筆　出版月誌 1968-1978』 (みすず書房、1979年)
- 『朱筆 II 出版月誌 1979-1990』（みすず書房、1990年）

### 内田庶名義

#### 著書
- 『人類のあけぼの号』（盛光社（ジュニアSF） 1967年、秋元書房 1976年）
- 『ペンの英雄、カメラの戦士』（偕成社（少年少女世界のノンフィクション） 1968年）
- 『宇宙飛行士ものがたり』（岩崎書店（おはなしノンフィクション） 1968年）
- 『きえたみずうみ』（川崎書店（おはなしノンフィクション） 1968年）
- 『宇宙人スサノオ』（岩崎書店 1969年）
- 『幻の特攻機』（三省堂らいぶらりいSF傑作短編集） 1977年）
- 『ねじれた時間』文化出版局（ポケットメイツ） 1981年）
- 『ペンギンブックスものがたり 本の世界を変えた本』（岩崎書店 1990年）
- 『時空大明神さま』（ペップ出版 1990年）
- 『自由と平等をもとめた人 リンカーン』（岩崎書店 1992年）
- 『タイムトラベル さまよえる少年兵』（岩崎書店 1995年）

#### 翻訳
- 『ロケット競走の謎』ケアリー・ロックウェル（Treachery in Outer Space、大日雄弁会講談社、少年少女世界科学冒険全集32） 1957年
- 『深夜の追跡』アイリッシュ（Deadline at Dawn、講談社、少年少女世界探偵小説選集13） 1957年
- 『愛の生活技術』スマイリー・ブラントン（ダイヤモンド社） 1957年

- 『空飛ぶじゅうたん』ハリバートン（The Flying Carpet、講談社、少年少女世界探検冒険全集11） 1958年

- 『ヤンキーのゆめの冒険』 トウェーン（A Connecticut Yankee in King Arthur's Court、講談社、世界名作全集174） 1960年

- 『水星基地のなぞ』フレンチ（Lucky Star and the Big Sun of Mercury、講談社、少年少女世界科学名作全集16） 1962年
- 『なぞの惑星』ケネス・ライト（The Mysterious Planet、講談社、少年少女世界科学名作全集18） 1962年
- 『世界地理名作集　パリの友情』チャド・オリバー他（あかね書房、少年少女ワールドライブラリー7） 1962年

- 『火星の砂の秘密』F.M.ブランレー（Lodestar-Rocket Ship to Mars、岩崎書店、少年少女宇宙科学冒険全集24） 1963年

- 『きえたシャムネコ』E・ブライトン（The Mystery of the Disappering Cat、実業之日本社、少年少女名作ミステリー02） 1964年
- 『八十日間世界一周』ベルヌ（Le tour du monde en quatre-vingt jours、学習研究社、少年少女ベルヌ科学名作全集7） 1964年
- 『魔女のかくれ家・二つの腕輪』 ディクスン・カー（Hag's Nook / To Wake the Dead、あかね書房、少年少女世界推理文学全集6） 1964年

- 『ロボット国ソラリア』 アシモフ（The Naked Sun、講談社、世界の科学名作7） 1965年
- 『いちごつみの少女』 ロイス・レンスキー（Strawberry Girl、講談社、世界少女名作全集9） 1965年
- 『マギル卿さいごの旅・チェーンの秘密』 クロフツ（Sir John Magill's Last Journey / Inspector French and the Cheyne Mystery、あかね書房、世界少年少女推理文学全集12） 1965年
- 『人工頭脳の怪・ノバ爆発の恐怖』 シオドマク、ハインライン（Donovan's Brain / Gulf、あかね書房、世界推理文学全集19） 1965年

- 『世にもふしぎな物語 生きている前世紀の生物』リチャード・デウィット・ミラー、D・ガードナー（偕成社、少年少女世界のノンフィクション13） 1966年
- 『耳をすます家・深夜の外科病室』メーベル・シーリー、パトリック・クェンティン（Listening House / Another Man's Poison、盛光社、ジュニア・ミステリ・ブックス9） 1966年
- 『パリの友情：世界地理名作集』モニカ・スターリング他編（あかね書房、世界地理名作集7） 1966年

- 『パティ、カレッジへ行く』ジーン・ウェブスター（When Patty Went to College、講談社マスコット文庫） 1967年
- 『光る雪の恐怖』リチャード・ホールデン（The Snow Fury、岩崎書店、SF世界の名作24） 1967年
- 『火星の地底王国』バローズ（Llana of Gathol、講談社、火星シリーズ10） 1967年
- 『吸血鬼 名探偵ホームズ』アーサー・コナン・ドイル（The Adventure of the Sussex Vampire、偕成社、名探偵ホームズ16） 1967年
- 『ケティーは何をしたか』スーザン・クーリッジ（What Katy did、講談社マスコット文庫） 1967年
- 『宇宙人デカ』ハル・クレメント（Needle、岩崎書店、エスエフ世界の名作16） 1967年

- 『火星の合成人間』バローズ（Synthetic Men of Mars、偕成社、SF名作シリーズ11） 1968年
- 『地球さいごの都市』ハミルトン　（City At World's End、偕成社、SF名作シリーズ18） 1968年
- 『わたしはロボット』アシモフ（I, Robot、講談社、世界の名作図書館34）　1968年
「大宇宙の少年」（ハインライン）、「くるった世界」（ベリャーエフ）と共載
- 『大時計は見ていた』アイリッシュ（Deadline at Dawn、ポプラ社、ジュニア世界ミステリー5） 1968年

- 『OSS117の秘密』ジャン・ブリュース（Denier Quart D’Heure、偕成社、世界探偵名作シリーズ7） 1969年
- 『なぞの宇宙物体X』ジョン・W・キャンベル（Who Goes There ?、集英社、ジュニア版世界のSF2） 1969年
- 『空とぶタイム・マシン』エヴァン・ハンター（Find the Feathered Serdent、偕成社、世界のこどもエスエフ9） 1969年
- 『海をおそれる少年・ジム＝デービスの冒険』スぺリー／メースフィールド （講談社、世界の名作図書館31） 1969年
「海をおそれる少年」は飯島淳秀訳

- 『ビクトリア号の殺人・夜あるく』ディクスン・カー（The Blind Barber / It Walks by Night、鶴書房盛光社、ミステリベストセラーズ） 1970年
- 『宇宙戦争』H・G・ウェルズ（The War of the Worlds、文研出版、文研児童読書館） 1970年
- 『宇宙のちびっこエスパー』アシモフ（Sucker Bait、偕成社、世界のこどもエスエフ12） 1970年
- 『火星のプリンセス』バロウズ（A Princess of Mars、集英社、ジュニア版世界のSF13） 1970年
- 『月を売った男』ハインライン（The Man Who Sold The Moon、岩崎書店、少年少女SFアポロシリーズ5） 1970年
- 『自殺ホテルの怪』コーネル・ウールリッチ（Hotel Room、偕成社、世界探偵名作シリーズ9） 1970年

- 『コン・ティキ号漂流記』ヘッセルベルグ（The Kon-Tiki Expedition: By Raft Across the South Seas、集英社、ジュニア版世界の冒険8） 1971年

- 『悪魔の発明』ベルヌ（Face au drapeau、講談社、少年少女講談社文庫）　1972年
- 『宇宙船ドクター』ハリー・ハリスン（Spaceship Medic、あかね書房、少年少女世界SF文学全集10） 1972年
- 『タイム・カプセルの秘密』ポール・アンダースン（Vault of the Ages、岩崎書店、SF少年文庫） 1972年
- 『バスカービルの魔犬』ドイル（The hound of the Baskervilles、集英社、ジュニア版世界の推理1） 1972年
- 『シャム双生児の秘密』クイーン（The Siamese Twin Mystery、集英社、ジュニア版世界の推理18） 1972年
- 『名探偵ホームズ（全一冊版）』コナン・ドイル（実業之日本社） 1972年

- 『ウェイランドの古城』アンジェラ・ブル（岩崎書店、ジュニア・ベスト・ノベルズ8）　1973年
- 『恐怖の棺桶』ドイル（小学館、名探偵ホームズ全集9） 1973年
- 『宇宙怪人ザロ博士の秘密』エドモンド・ハミルトン（Calling Captain Future、あかね書房、少年少女世界SF文学全集18）　1973年
- 『盗まれた秘密文書』ドイル（The Naval Treaty、集英社、名探偵シャーロック・ホームズ8） 1973年

- 『若草物語』オルコット（Little Women、集英社、ジュニア版世界の文学01） 1974年
- 『残された人びと』アレグザンダー・ケイ（The Incredible Tide、岩崎書店、ジュニア・ベスト・ノベルズ16） 1974年、新装版2012年。小坂しげる 画 
  - 『未来少年コナン』角川文庫SFジュブナイル、1978年
  - 『残された人びと』復刊ドットコム、2001年
- 『なぞのスパイ団』ロス・マクドナルド（岩崎書店、世界名探偵物語6） 1974年
- 『ゆうれい殺人事件』クレイトン・ロースン（No Coffin for the Corpse、あかね書房、推理・探偵傑作シリーズ18） 1974年

- 『きえた宝石のなぞ』エラリー・クイーン（The Penthouse Mystery、岩崎書店、世界の名探偵物語20） 1976年
- 『あかつきの追跡』ウイリアム・アイリッシュ（Deadline at Dawn、あかね書房、推理・探偵傑作シリーズ25）  1976年
- 『星からきた探偵』クレメント（Needle、岩崎書店、SFこども図書館16） 1976年

- 『Yの悲劇』エラリー・クィーン（The Tragedy of Y、文研出版、文研の名作ミステリー4） 1977年

- 『きょうりゅうの世界』ドイル（The Lost World、集英社、子どものための世界名作文学23）　1979年

- 『冷凍死体のなぞ』フィリップ・ワイリー（The Blizzaed Marder Case、国土社、少年SF・ミステリー文庫1） 1982年
- 『宇宙船スカイラーク』E・E・スミス（The Skylark of Space 、国土社、少年SF・ミステリー文庫4） 1982年
- 『裏窓の目撃者』W・アイリッシュ（Rear Window 、国土社、少年SF・ミステリー文庫3） 1982年

- 『巨人の惑星』カール・H・ラスジェン（Land of The Giants: Flight of Fear、角川文庫） 1983年
- 『暴力のまち』ダシール・ハメット（Corkscrew、国土社、少年SF・ミステリー文庫5） 1983年
- 『殺しのメロディー』 アガサ・クリスティー（The Mousetrap、国土社、少年SF・ミステリー文庫11） 1983年
- 『死者からの声』ロイ・ハギンズ（The Man in the Dark、国土社、少年SF・ミステリー文庫13） 1983年
- 『ひきさかれた過去』 H.ペンティコースト（Tomorrow Yesterday、国土社、少年SF・ミステリー文庫17） 1983年
- 『クリスマス殺人事件』 ニコラス・ブレイク（Thou Shell of Death、国土社、少年SF・ミステリー文庫19） 1983年

- 『ボスコム谷のなぞ』ドイル（The Boscombe Valley Myster、岩崎書店、名探偵シャーロック・ホームズ6） 1988年

- 『くちびるのねじれた男』ドイル（The Man with the Twisted Lip、岩崎書店、名探偵シャーロック・ホームズ10） 1989年
- 『まだらのひも事件』ドイル（The Adventure of the Speckled Band、岩崎書店、名探偵シャーロック・ホームズ11） 1989年
- 『名馬シルバー・ブレイズ号』ドイル（Silver Blaze、岩崎書店、名探偵シャーロック・ホームズ13） 1989年
- 『ホームズ最後の事件』ドイル（The Final Problem、岩崎書店、名探偵シャーロック・ホームズ15） 1989年
- 『ギリシャ語通訳のひみつ』ドイル（The Greek Interpreter、岩崎書店、名探偵シャーロック・ホームズ16） 1989年
- 『さびしい自転車のり』ドイル（The Adventure of the Solitary Cyclist、岩崎書店、名探偵シャーロック・ホームズ17） 1989年
- 『第二のしみ事件』ドイル（The Adventure of the Second Stain、岩崎書店、名探偵シャーロック・ホームズ18） 1989年

- 『ボールばこのひみつ』ドイル（The Cardboard Box、岩崎書店、名探偵シャーロック・ホームズ20） 1990年
- 『ホームズ最後のあいさつ』ドイル（His Last Bow、岩崎書店、名探偵シャーロック・ホームズ22） 1990年

- 『マザリンの宝石事件』ドイル（The Adventure of the Mazarin Stone、岩崎書店、名探偵シャーロック・ホームズ26） 2000年
- 『三人のガリデブ事件』ドイル（The Adventure of the Three Garridebs、岩崎書店、名探偵シャーロック・ホームズ27） 2000年
- 『なぞのソア橋事件』ドイル（The Problem of Thor Bridge、岩崎書店、名探偵シャーロック・ホームズ28） 2000年